# Segelpaviljongen

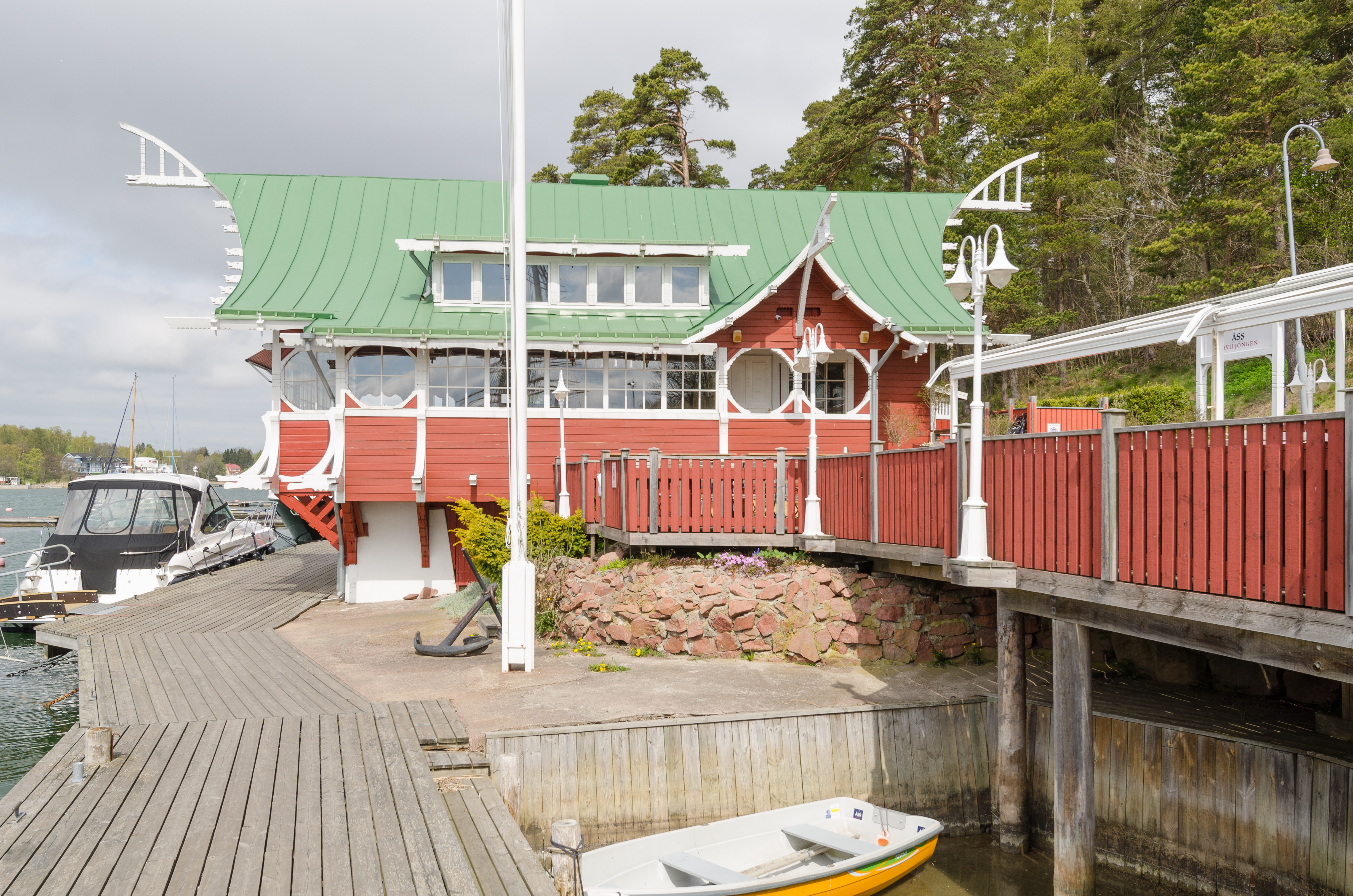
Segelpaviljongen.

Segelpaviljongen är ett klubbhus och restaurang i Mariehamns Västerhamn på Åland. Byggnaden härstammar från Mariehamns badhusepok. Åländska Segelsällskapets första kommodor K.V.Hällberg var läkare vid det dåvarande kurhotellet uppe i Badhusparken. Han lät en av dåtidens främsta arkitekter, Ålänningen Lars Sonck ritade ett sommarviste åt sig, det s.k. örnboet, som uppfördes 1895-99 på den branta bergskanten ovanför hamnen. Efter Hällbergs död köpte ÅSS villan och flyttade den 1922 till den plats där den står idag och tjänar som klubbhus och restaurang. Segelpaviljongen anses vara en av de kulturhistoriskt mest värdefulla byggnaderna i Mariehamn. Restaurangen är en populär sommarkrog och är vida känd för sin goda mat.